# Машинство
Машинство или машинско инжењерство јесте инжењерска дисциплина која укључује примену закона физике за анализу, пројектовање, израду и одржавање механичких система. Она захтева солидно познавање кључних концепта као што су механика, термодинамика, механика флуида, наука о материјалима и технологије обраде материјала. Машински инжењери и техничари користе ове принципе у производњи и анализи аутомобила, авиона, система за хлађење и грејање, израду постројења, индустријске опреме и машина. Машинство је једна од најстаријих и најширих дисциплина инжењерства.
Инжењерска област захтева схватање суштинских принципа укључујући механику, кинематику, термодинамику, науку о материјалима, структурну (конструкциону) анализу и електрицитет. Машински инжењери користе ове суштинске принципе са алатима попут ЦАЕ и управљање животним циклусом производа за дизајнирање и анализу производних погона, индустријске опреме и машинерије, топлотних и расхладних система, транспортних система, авијације, бродоградње, роботике, медицинских помагала, оружја и друго.
Машинство се појавило као поље науке током индустријске револуције у Европи у 18. веку. Сматра се да је његов развој започет пре неколико хиљада година широм света. Наука о машинству се појавила у 19. веку као резултат развоја физике. Област је континуално развијана да споји предности у технологији и машински инжењери данас теже развоју у таквим пољима, попут композита, мехатронике и нанотехнологија. Машинство се преклапа са аеро-свемирским инжењерством, металуршким инжењерством, грађевином, електротехником, петролејским инжењерством, производним инжењерством, хемијским инжењерством и осталим инжењерским дисциплинама у одређеном степену. Машински инжењери могу такође да раде у пољу биомедицине, посебно са биомехаником, феноменом транспорта, биомехатроником, бионанотехнологијом и моделовањем биолошких система, као што је механика меких ткива.

## Развој
Примена машинства може се видети у архивима разних античких и средњовековних друштава. У древној Грчкој, радови Архимеда (287. п. н. е.–212. п. н. е.) су дубоко подстакнути механиком западне традиције, а Херон од Александрије (ca. 10–70.) креира прву парну машину. У Кини, Џанг Хенг (78–139) је унапредио водени сат и пронашао сеизмометар, док Ма Ђуен (200–265) проналази кочију с диференцијалним зупчаником. Средњовековни кинески књиговођа и инжењер Су Сонг (1020–1101) примењује механизам запињаче у својој астрономској сахат-кулу два века пре него што аналогни механизми улазе у примену у сатовима средњовековне Европе.
Он је такође изумио први познати бесконачни ланчани пренос снаге.
Током златног доба ислама (од 7. до 15. века), муслимански изумитељи су направили значајан допринос у области механичке технологије. Бадиузаман Џазари, који је један од њих, написао је 1206. године своју чувену Књигу знања генијалних механичких уређаја и представио многе механичке конструкције. Џазари је такође прва особа која је створила уређаје као што су коленасто вратило и брегасте осовине, које у данашње време чине основе многих механизама.
Током 17. века у Енглеској су се десили значајни помаци у основама машинства. Сер Исак Њутн је формулисао Њутнове законе кретања и развио инфинитезимални рачун, математичку основу физике. Њутн је нерадо објављивао своја дела годинама, али на крају су га наговориле његове колеге, као што је Сер Едмунд Халеј, на добробит целог човечанства. Готфрид Вилхелм Лајбниц је такође заслужан за креирање инфинитезималног рачуна током овог временског периода.
Током индустријске револуције раног 19. века, машински алати су развијени у Енглеској, Немачкој и Шкотској. Ово је омогућило машинском инжењерству да се развије као засебно поље унутар инжењеринга. То је донело са собом машине за производњу и моторе који су их напајали. Прво британско струковно друштво машинских инжењера формирано је 1847. године с називом Институт машинских инжењера, тридесет година након што су грађевински инжењери формирали први такав професионални институт, Институт грађевинских инжењера. На европском континенту, Јохан фон Цимерман (1820–1901) основао је прву фабрику машина за млевење у Кемницу, у Немачкој 1848. године.
У Сједињеним Америчким Државама, Америчко друштво машинских инжењера (ASME) формирано је 1880. године, постајући треће такво професионално инжењерско друштво, након Америчког друштва грађевинских инжењера (1852) и Америчког института рударских инжењера (1871). Прве школе у Сједињеним Државама које су нудиле инжењерско образовање биле су Војна академија Сједињених Држава 1817. године, институција која је сада позната као Норвич универзитет 1819. године, и Ренселаров политехнички институт 1825. године. Образовање у машинству је историјски било засновано на чврстим темељима из математике и науке.

## Образовање
Дипломе у машинском инжењерству се нуде на универзитетима широм света. У Бразилу, Ирској, Филипинима, Пакистану, Кини, Грчкој, Турској, Северној Америци, јужној Азији, Индији, Доминиканској Републици и Уједињеном Краљевству, програми машинског инжењерства обично узимају четири до пет година студија и завршавају са звањем бечелор инжењерства (B.Eng. или B.E.), бечелор наука (B.Sc. или B.S.), бечелор научног инжењерства (B.Sc.Eng.), бечелор технологије (B.Tech.), Бечелор механичког инжењерства (B.M.E.), или бечелор примењеног инжењерства (B.A.Sc.) диплому, са нагласком о машинском инжењерству или без њега. У Шпанији, Португалији и већем делу Јужне Америке, где нису B.Sc. нити B.Tech. програми усвојени, формално име за степен је „машински инжењер”, а курс је базиран на пето- или шестогодишњем тренингу. У Италији, курс је базиран на пет година тренинга, али у циљу квалифицирања као инжењер, потребно је да се положи државни испит на крају курса. У Грчкој, курс је базиран на петогодишњем наставном плану и програму и услов за дипломску тезу, која се након завршетка додели B.Sc.
У Аустралији, степени машинског инжењерства се додељују као бечелор инжењерства (механичког) или сличне номенклатуре иако постоји растући број специјализација. Степен захтева четири године студирања пуног радног времена. Да се постигне квалитет у инжењерским степенима, организација Инжењери Аустралије акредитира инжењерске степене додељене од стране аустралијских универзитета у складу са глобалним Вашингтонским споразумом. Пре додељивања дипломе, студент мора да стекне најмање 3 месеца радног искуства у инжењерској фирми. Слични системи су присутни у Јужној Африци и спроводе се под надзором Инжењерског савета Јужне Африке (енгл. Engineering Council of South Africa - ECSA).
У Сједињеним Америчким Државама, већину додипломских програма акредитира Акредитацијски одбор за инжењерство и технологију (енгл. Accreditation Board for Engineering and Technology - ABET) чиме се осигуравају једнаки курсни захтеви и стандарди широм универзитета. ABET вебсајт броји 302 акредитирана машинско-инжењерска програма према подацима из марта 2014. Машинско-инжењерске програме у Канади акредитира Канадски одбор за инжењерску акредитацију (лат. Canadian Engineering Accreditation Board - CEAB), већина других држава нуди инжењерске дипломе које имају сличне акредитацијске формате.
Део машинских инжењера наставља студије ради стицања звања магистар инжењерства, магистар технологије, магистар наука, магистар инжењерски менаџмент (M.Eng.Mgt. или M.E.M.), доктор филозофије у инжењерству (Eng.D. или Ph.D.) или инжењерску диплому. Магистарске и инжењерске дипломе могу, мада не морају да обухватају истраживање. Стицање звања доктора филозофије садржи знатну истраживачку компоненту и често је сматра полазном тачком у академији. Инжењерска диплома постоји на неколико институција на средњем нивоу између магистратуре и доктората.

### Курсеви
Стандарди постављени у државним акредитацијским друштвима теже да омогуће униформност фундаменталног наставног градива, да промовишу компетентност међу дипломираним инжењерима и да одржавају поузданост у инжењерској професији у целини. Од инжењерских програми у САД, на пример, ABET захтева да прикажу да њихови студенти могу „да раде професионално у областима термичких и механичких система.” Специфични курсеви потребни за дипломирање, могу се разликовати од програма до програма. Универзитети и технолошки институти често комбинују вишеструке предмете у један или деле област изучавања на више наставних предмета, зависно од доступних факултета и универзитетских главних подручја истраживања.
Темељни предмети машинског инжењерства често укључују:
- Математика (партикуларно, калкулус, диференцијалне једначине и линеарну алгебру)
- Основне физичке науке (укључујући физику и хемију)
- Статика и динамика
- Отпорност материјала (еластостатика) и механика крутог тела
- Наука о материјалима и композитима
- Термодинамика, пренос топлоте, претварање енергије и HVAC
- Горива, сагоревање, мотори са унутрашњим сагоријевањем
- Механика флуида (укључујући статику флуида и динамику флуида)
- Механизми и машински дизајн (укључујући кинематику и динамику)
- Мерни инструменти и мерења
- Производно инжењерство, технологија или процеси
- Вибрације, теорија контроле и контролно инжењерство
- Пнеуматика и хидраулика
- Мехатроника и роботика
- Инжењерски дизајн и дизајн производа
- Техничко цртање, CAD и CAM[14][15]

Од машинских инжењера се такође очекује да разумеју и умеју да примене основне концепте из хемије, физике, хемијског инжењерства, грађевинског и електроинжењерства. Сви програми машинског инжењерства укључују вишеструке семестре часова математике укључујући калкулус и напредне математичке концепте укључујући диференцијалне једначине, парцијалне диференцијалне једначине, линеарну алгебру, апстрактну алгебру и диференцијалну геометрију, међу осталим.
У додатку са језгром плана и програма машинства, већина машинских инжењерских програма нуди више специјализацијских програма и часова, као што је контрола система, роботика, транспорт и логистика, криогеника, технологија о гориву, аутомобилско инжењерство, биомеханика, вибрација, оптика и остале, ако посебан одсек не постоји за ове предмете.
Већина програма за машинске инжењере такође захтева различиту количину проучавање или друштвених пројеката за добијање практичних искустава решавања проблема. У Сједињеним Америчким Државама често је обавезно за машинске инжењере да обаве један или више стажирања приликом студирања, ипак ово није обично под мандатом универзитета. Кооперативна едукација је друга опција. Будуће радне способности истраживања стављају потражњу на студијске компоненте које хране студентску креативност и иновацију.

### Дозвола
Инжењери могу да траже лиценцу од државе, провинције или националне владе. Сврха овог процеса јесте да се осигура да инжењери поседују потребно техничко знање, стварно искуство и знање локалног легалног система за практиковање инжењерства на професионалном нивоу. Након цертификације, инжењер добија наслов „професионални инжењер” (у Сједињеним Државама, Канади, Јапану, Јужној Кореји, Бангладешу и Јужној Африци), „овлашћени инжењер” (у Уједињеном Краљевству, Ирској, Индији и Зимбабвеу), овлашћени професионални инжењер (у Аустралији и Новом Зеланду) или европски инжењер (у Европској унији), „регистровани инжењер” или „професионални инжењер” на Филипинима и у Пакистану.
У Сједињеним Државама, да би се постало лиценцирани професионални инжењер, инжењер мора да положи свеобухватни испит о темељима инжењерства, да има бар 4 године радног искуства као инжењерски стажер или инжењер-у-тренингу, те да положи испит „Принципи и пракса”. Захтеви и кораци овог процеса су постављени унапред од стране Националног савета испитивача за инжењерство и геодезију (енгл. National Council of Examiners for Engineering and Surveying - NCEES), садржаног од лиценцних одела инжењерства и геодезије који су представници свих држава и територије у САД.
У УК, дипломираним инжењерима је потребно да имају и адекватан магистарски степен, минимум од 4 године постдипломских студија на пословном у надлежном развоју, као и рецензирани пројекат у датој области специјализације да би могли да стекну овлаштења овлашћеног инжењера преко Института машинских инжењера.
У већини развијених земаља, одређени инжењерски задаци, као што је дизајнирање мостова, електроцентрала и хемијских централа, морају бити одобрени од стране професионалног или овлаштеног инжењера. „Једино лиценцирани инжењер, на пример, може да припреми, потпише, стави печат и доставити инжењерске планове и цртеже јавном ауторитету за одобрење, или да печати инжењерски рад за јавне и приватне клијенте.” Овај захтев може бити писан у државном или провинцијском законодавству, као што су канадске провинције, на примјер Инжењерски закон Онтарија или Квебека.
У осталим државама, као нпр. Аустралији и УК, таква законодавства не постоје; ипак, практично сва цертифицирајућа тела одржавају етички код независан од законодавства, очекују од свих чланова да се придржавају или ризикују протеривање.

## Модерни алати
Већина машинских компанија, посебно оне у индустријализованим нацијама, почеле су да примењују програме инжењерства подржаног рачунарима (CAE) у својим постојећим процесима дизајна и анализе, укључујући 2Д и 3Д моделовање дизајнирањем потпомогнутим рачунаром (CAD). Ова метода има многе предности, укључујући лакшу и исцрпнију визуализацију производа, могућност креирања виртуалних склопова делова и једноставност кориштења у дизајнирању сучеља и толеранција спојних места.
Остали CAE програми који су широкој употреби у машинском инжењерству укључују алате за управљање животним циклусом производа (PLM) и алате за анализу који се користе за извођење сложених симулација. Алати за анализу могу се користити за предвиђање респонса производа на очекивана оптерећења, укључујући животни век замарања и производност. Ови алати обухватају анализу коначних елемената (FEA), рачунску динамику флуида (CFD) и компјутерски-потпомогнуту производњу (CAM).
Користећи CAE програме, тим машинског дизајна може брзо и јефтино да итерира дизајнерски процес током развоја производа чиме се боље задовољавају утрошци, перформансе и остала ограничења. Није неопходно да се креира физички прототип док се дизајн не приведе крају, што омогућава да се стотине или хиљаде потенцијалних решења преиспита, уместо веома малог броја. Осим тога, CAE програми за анализу могу да моделују компликоване физичке феномене који се не могу мануелно решити, попут вискоеластичности, комплексних контакта између додирних површина или нењутновских флуида.
Како машинство почиње да се спаја са осталим дисциплинама, као што је случај у мехатроници, вишедисциплинарна оптимизација дизајна (MDO) се користи са осталим CAE програмима за аутоматизацију и побољшање итеративног процеса дизајна. MDO алати заокружују постојеће CAE процесе, омогућавајући наставак евалуације производа и након радног времена. Они такође користе софистиковане оптимизационе алгоритме како би интелигентније истражили могући приступи дизајну, чиме се често проналазе боља, иновативна решења за тешке мултидисциплинарне проблеме дизајна.